# Утеза
Утеза (фр. Authezat) насеље је и општина у централној Француској у региону Оверња, у департману Пиј де Дом која припада префектури Клермон Феран.
По подацима из 2011. године у општини је живело 650 становника, а густина насељености је износила 112,26 становника/km². Општина се простире на површини од 5,79 km². Налази се на средњој надморској висини од 370 метара (максималној 452 m, а минималној 337 m).

## Демографија
| 1962. | 1968. | 1975. | 1982. | 1990. | 1999. | 2011. |
| ----- | ----- | ----- | ----- | ----- | ----- | ----- |
| 284   | 316   | 320   | 366   | 490   | 499   | 650   |

График промене броја становника у току последњих година